# Протести в Дубліні (2023)
Протести в Дубліні відбулися 23 листопада 2023 року внаслідок ножового нападу що стався раніше того ж дня неподалік від початкової школи на Парнелл-сквер у Дубліні.
Близько 13:30 за GMT чоловік вдарив ножем трьох маленьких дітей, важко поранивши п’ятирічну дівчинку. Він також серйозно поранив 30-річну доглядальницю що намагалася захистити дітей від нападника. Зловмисника обеззброїли та знешкодили перехожі. Поліція взяла підозрюваного під варту, і пізніше його ідентифікували як 49-річного натуралізованого громадянина Ірландії алжирського походження, що проживав в Ірландії 20 років.
Після інциденту подія набула поширення в соціальних мережах та месенджерах, з закликами до людей зібратися на місці злочину та протестувати. До 17 години на місці події зібрався натовп від 100 до 200 демонстрантів. Заворушення почалися о 6 годині вечора, коли в поліцію, що тримала кордон навколо місця злочину, почали кидати фаєри та пляшки. Згодом заворушення перейшли до прилеглої вулиці О'Коннелл-стріт, головної магістралі Дубліна, а також поширилися на Кепел-стріт і Парламент-стріт.  Кілька автобусів, автомобілів поліції та трамвай були пошкоджені або знищені внаслідок підпалів та вандалізму, а кілька магазинів були пограбовані. У відповідь було направлено 400 поліцейських, що стало найбільшим розгортанням поліції, озброєної спорядженням для боротьби з масовими заворушеннями в історії Ірландії. Під час заворушень було скоєно напад на приблизно 60 поліцейських, троє з яких отримали серйозні поранення. Станом на 22:00 учасників заворушень було розігнано: того вечора було затримано 34 особи, а протягом наступних днів – ще більше. Очікуються й подальші арешти, оскільки поліція має переглянути близько 6000 годин записів з камер відеоспостереження.
Комісар поліції Дрю Харріс звинуватив у подіях «божевільну, хуліганську фракцію, керовану ультраправою ідеологією». Після заворушень уряд Ірланії ухвалив нові закони, що дозволяють поліції використовувати нагрудні камери, запозичив водомети у поліції Північної Ірландії та оголосив про плани розширити використання ручних відеокамер, електрошокерів і перцевих балончиків.

## Напад
23 листопада 2023 року, приблизно о 13:30 за GMT, озброєний ножем чоловік напав на групу дітей біля початкової школи у Дубліні. Чоловік тяжко поранив п’ятирічну дівчинку та доглядальницю віком 30 років, яка намагалася захистити дітей, обидві поранені залишаються в лікарні. Двоє інших дітей, п'ятирічний хлопчик і шестирічна дівчинка, отримали менш тяжкі травми і були виписані з лікарні після надання медичної допомоги.
Зловмисника знешкодили троє перехожих, які втрутилися: Уоррен Донохо з Балтингласса, графство Віклов, Кайо Бенісіо, 43-річний водій доставки з Бразилії, і Алан Лорен-Гій, 17-річний кухар-стажер з Франції. Донохо схопив нападника, якого Бенісіо вдарив мотоциклетним шоломом. Лорен-Гій відібрав у чоловіка ніж, отримавши при цьому легкі травми руки та обличчя. Після того, як інші почали бити нападника ногами, коли він лежав на землі, дві жінки утворили захисне кільце навколо нього, закликаючи глядачів чекати на прибуття правоохоронців. Інший чоловік тримав ніж нападника до прибуття поліції.
Нападник був затриманий та доставлений до лікарні, де він зараз перебуває після серйозних травм. Пізніше повідомлялося, що підозрюваним виявився 49-річний чоловік, родом з Алжиру, який жив в Ірландії протягом 20 років і став натуралізованим громадянином Ірландії в 2014 році. Раніше підозрюваний вже поставав перед районним судом у червні 2023 року за звинуваченням у зберіганні ножа та злочинному пошкодженні автомобіля.

## Протест
Після інциденту в месенджерах WhatsApp, Telegram і Signal поширювалися хибні чутки про те, що нападник був нелегальним іммігрантом і що діти загинули в наслідок нападу. Члени ультраправих рухів закликали людей вийти на місце події та «висловити свої почуття».
До 17 години натовп зібрався у верхній частині О'Коннелл-стріт, біля місця поранень, дехто ніс прапор Ірландії або плакати з антиміграційними гаслами, такими як «Життя ірландців мають значення» (англ. Irish Lives Matter). Близько 18 години до натовпу від 100 до 200 людей приєдналися молоді люди з металевими прутами та масками (включаючи балаклави та капюшони). Повідомляється, що невелика кількість людей вигукувала антиміграційні гасла в бік поліції. Члени натовпу почали кидати фаєри та пляшки в поліцію, яка тримала кордон на місці злочину. Були пограбовані та підпалені транспортні засоби та приватні підприємства. На піку протесту натовп зріс до приблизно 500 осіб і протест перекинувся на прилеглі вулиці Кепел-стріт і Парламент-стріт. Свідок описав протестувальників як «молодих людей — підлітків, та людей у віці приблизно 20 років», яких «нацькували» старші люди.

## Реакції

### ЄС
Урсула фон дер Ляєн, президент Європейської комісії, заявила у соцмережі, що вона «шокована жорстоким нападом, у результаті якого в Дубліні постраждали кілька людей, у тому числі діти».
Президент Франції Еммануель Макрон висловив подяку 17-річному громадянину Франції, який допоміг затримати нападника, за «цей вчинок хоробрості, який допоміг врятувати життя і який змушує нас усіх пишатися». Міністерство Європи та закордонних справ додало, що надсилає свої «думки жертвам цього нападу та їхнім родинам» і підтримує «Ірландію та ірландський народ».
Ілон Маск розкритикував ірландський уряд, заявивши, що прем'єр-міністр Ірландії Лео Варадкар «ненавидить ірландський народ», додавши: «Нинішній ірландський уряд більше дбає про похвалу від воукістських ЗМІ, ніж про свій власний народ». У відповідь міністр транспорту Імон Райан сказав, що ці коментарі показують, «як мало він [Ілон Маск] знає про країну».
Колишній прем’єр-міністр Великої Британії Борис Джонсон назвав насильницькі дії в Дубліні «расовими заворушеннями» і припустив, що «досить ліберальні» країни, такі як Ірландія, зараз стурбовані темпами імміграції.
Після заворушень посольство Алжиру в Дубліні розповсюдило попередження серед громадських груп, в яких радило громадянам Алжиру «виявляти максимальну обережність і пильність, а також уникати місць, які стали предметом насильства та вандалізму», зокрема, центру Дубліна.